# Abanico (ciclismo)
En ciclismo, un abanico o escalera es una formación que toma un grupo de ciclistas para protegerse del viento de costado. Por ejemplo, si sopla viento desde la derecha, cada ciclista busca situarse a la izquierda y un poco más atrás del ciclista que le precede (en diagonal desde un plano cenital) de manera que éste le sirve de pantalla y puede así avanzar con menor esfuerzo. En una carrera profesional, el problema surge cuando, debido al ancho de la carretera, no pueden unirse más ciclistas a la formación. La consecuencia es que éstos quedan desprotegidos contra el viento y tienen que realizar un mayor esfuerzo para no perder el ritmo y evitar así que se produzca un corte en la carrera.